# Scuticaria irwiniana
Scuticaria irwiniana är en orkidéart som beskrevs av Guido Frederico João Pabst. Scuticaria irwiniana ingår i släktet Scuticaria och familjen orkidéer. Inga underarter finns listade i Catalogue of Life.

## Bildgalleri

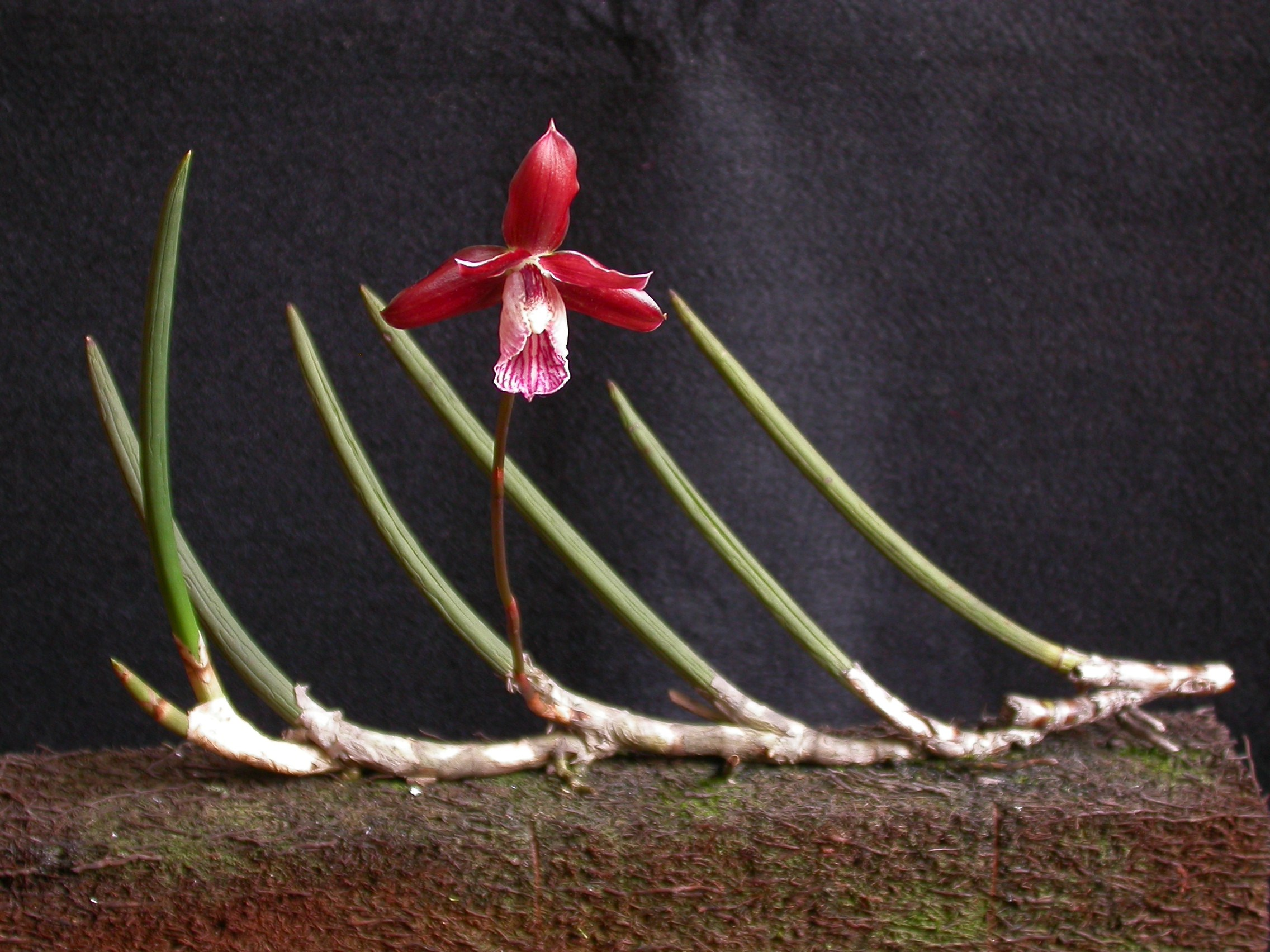
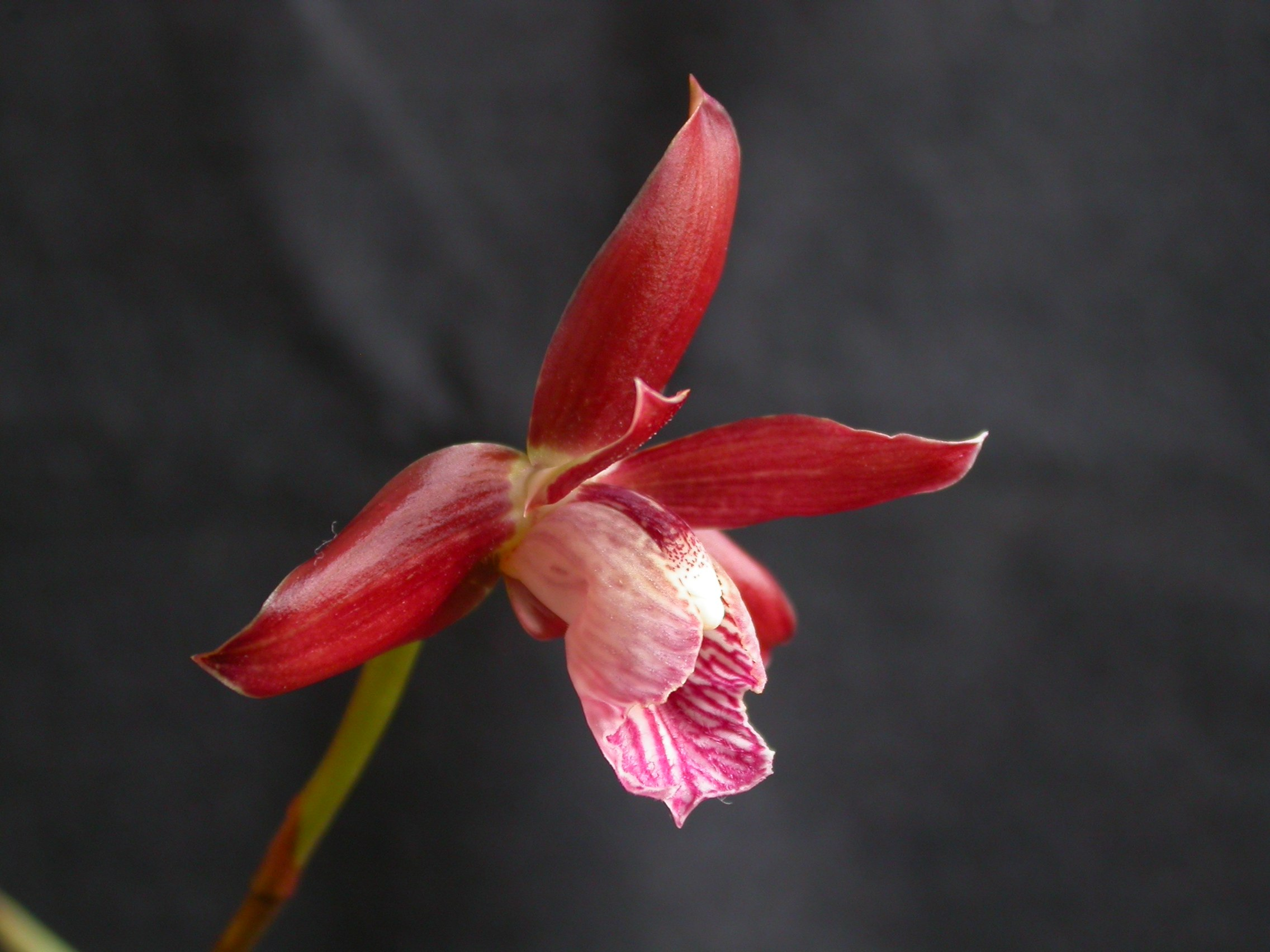
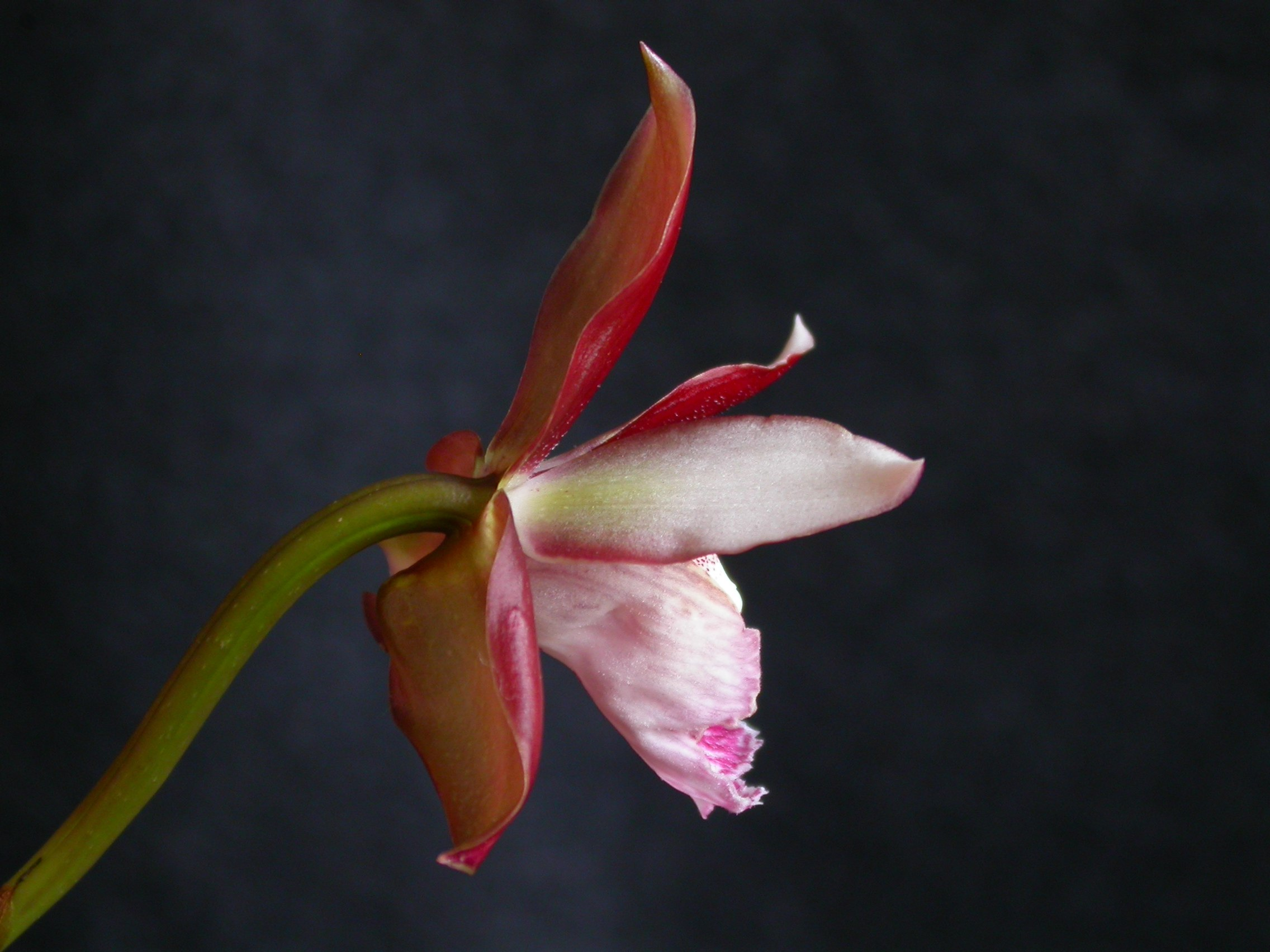
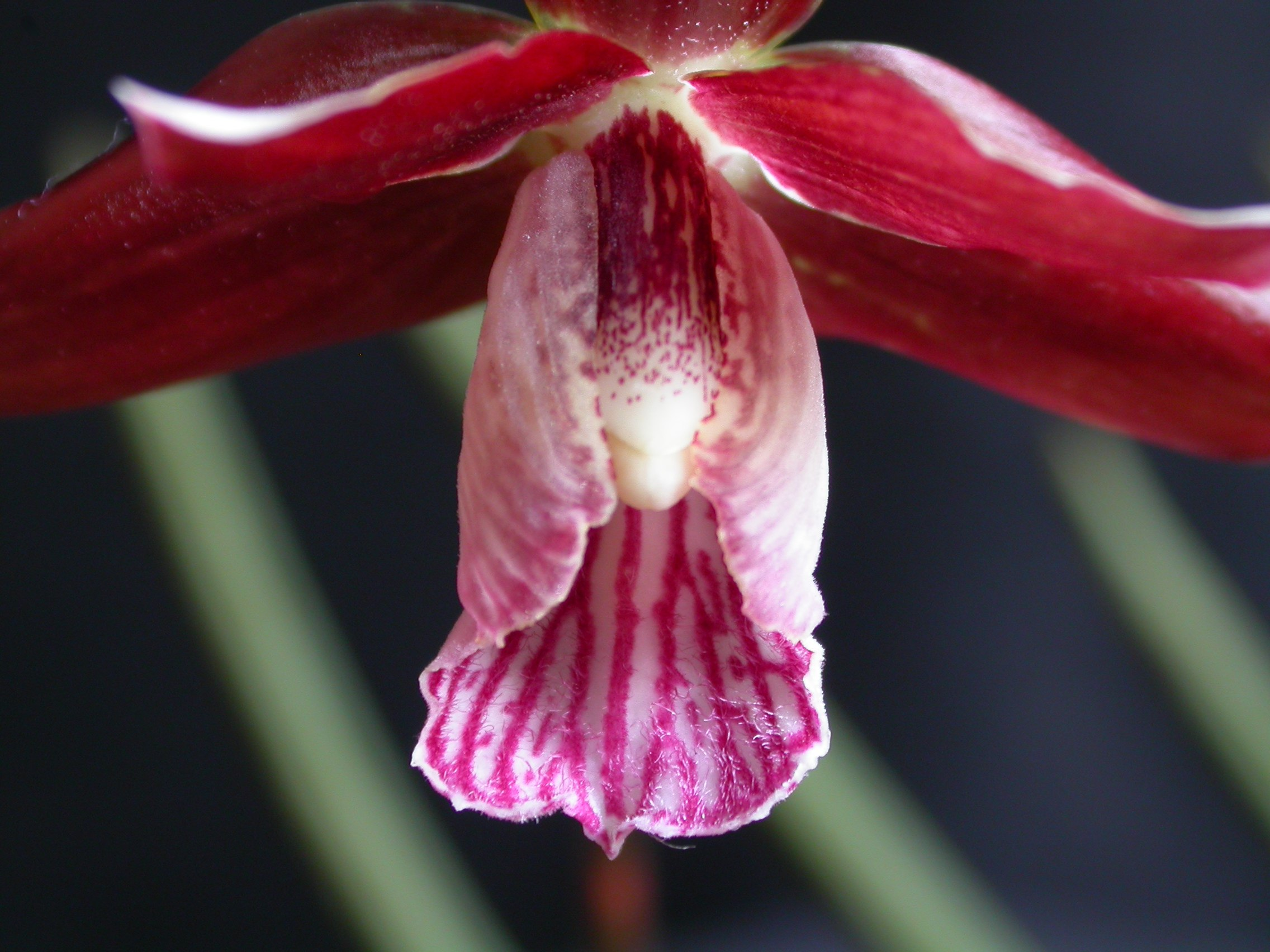
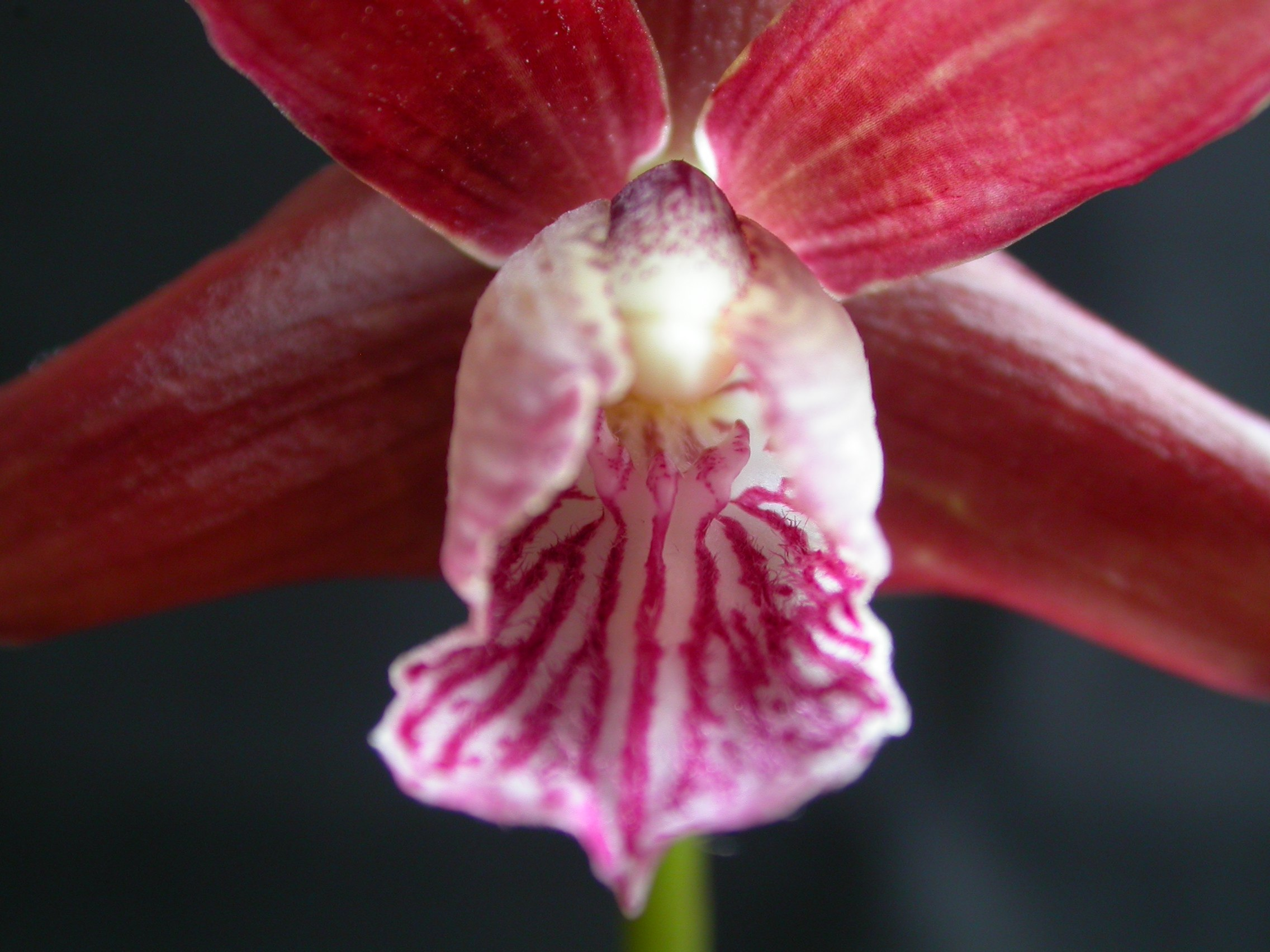
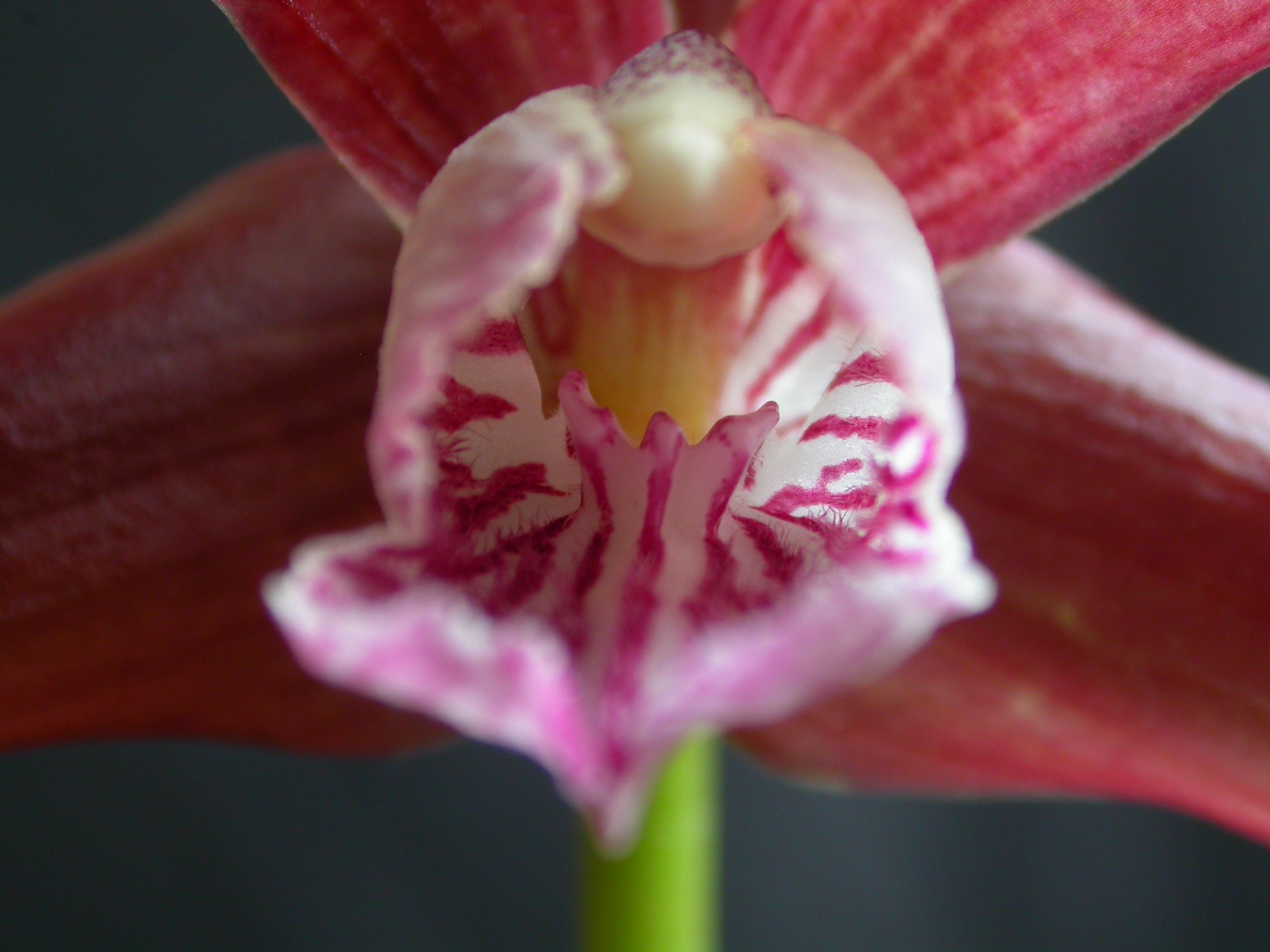